# Demo (album Republiki)
Demo – nazwa albumu muzycznego zespołu Republika, wydanego w 2003 jako suplement do wydawnictwa „Republika. Komplet”. Album ten zawiera niepublikowane wcześniej nagrania zespołu z lat 1983–1985, wśród których znajdowały się utwory umieszczone później na drugiej płycie Republiki oraz pierwszej płycie Obywatela G.C.

## Lista utworów[2]
1. „Zróbmy to (Teraz)” – 2:52
2. „Wielki hipnotyzer” – 5:06
3. „Na barykadach walka trwa” – 4:37
4. „Hibernatus” – 3:59
5. „Obcy astronom” – 5:29
6. „Republika (podkład instrumentalny)” – 4:39
7. „Paryż Moskwa 17.15” – 5:32
8. „Kaspar Hauser” – 4:59
9. „Brudny żołnierz” – 5:48
10. „Odmiana przez osoby” – 7:10
11. „Sexy Doll” – 5:08

## Twórcy
- Grzegorz Ciechowski – wokal, instrumenty klawiszowe, słowa, kompozycje
- Zbigniew Krzywański – gitara, wokal wspierający, współ-kompozycja utworu „Obcy astronom”
- Sławomir Ciesielski – perkusja, wokal wspierający
- Paweł Kuczyński – gitara basowa, wokal wspierający